# Флаг муниципального района Сосногорск
Флаг муниципального образования муниципального района «Сосного́рск» Республики Коми Российской Федерации — опознавательно-правовой знак, служащий официальным символом муниципального образования.
Флаг утверждён 4 декабря 2003 года, как флаг муниципального образования «Город Сосногорск», и 21 сентября 2004 года внесён в Государственный геральдический регистр Российской Федерации с присвоением регистрационного номера 1418.
1 января 2006 года, в ходе муниципальной реформы, муниципальное образование «Город Сосногорск» преобразовано в муниципальное образование муниципального района «Сосногорск».
Согласно статье 6 Устава муниципального образования муниципального района «Сосногорск», ранее утверждённый флаг является официальным символом муниципального образования муниципального района «Сосногорск».

## Описание
«Флаг города Сосногорска представляет собой прямоугольное двустороннее полотнище с отношением ширины к длине 2:3, разделённое обращённым к древку вилообразным белым крестом на три части: красную, зелёную и синюю; поверх середины креста жёлтые фигуры из гербовой композиции: токующий глухарь, сидящий на сосновой ветви».

## Обоснование символики
Центральной фигурой флага города Сосногорска (до 1957 года — город Ижма) является токующий глухарь, сидящий на сосновой ветви. Глухарь в центре флага показывает, что город Сосногорск является географическим центром Республики Коми; глухарь — это самая крупная, сильная и жизнестойкая птица коми лесов и сосновая ветвь аллегорически показывают особенности природы и преимущественное положение в хвойных лесах сосны, делая, тем самым флаг «полугласным».
Жёлтый цвет (золото) символизирует богатство, справедливость, уважение, великодушие.
Вилообразный крест аллегорически показывает слияния двух рек — Ижмы и Ухты, на котором расположен город Сосногорск.
Белый цвет (серебро) — символ совершенства, благородства, чистоты, веры, мира.
Синяя часть флага аллегорически показывает газоперерабатывающее производство.
Синий цвет (лазурь) символизирует природный газ, добываемый в окрестностях города, а также красоту природы, безупречности, возвышенных устремлений, добродетели.
Красный цвет — символ солнца и тепла, красоты, радости и праздника.
Зелёный цвет дополняет символику природы города, а также этот цвет символизирует жизнь, процветание, стабильность.